# Grof Henrik III. od Bara
Henrik III. (1259. – Napulj, 1302.; francuski Henri III de Bar) bio je grof Bara. Njegov je otac bio grof Thiébaut II. od Bara, sin grofa Henrika II. od Bara. Majka mu je bila Ivana od Toucyja. Imao je sestru Izabelu i brata Reginalda.
Oženio je englesku kraljevnu Eleonoru, kćer kralja Edvarda I. Dugonogog. Vjenčali su se 1293. godine.
Eleonora mu je rodila sina Edvarda I. i kćer Ivanu. Moguće je da mu je rodila i kćer Eleonoru.
Henrik je bio djed Beatrice (žena Guida Gonzage), Eleonore i Henrika IV.